# Bloodhounds of the North
 (août 2025).
Pour plus de détails, voir Fiche technique et Distribution.
Bloodhounds of the North est un film muet américain réalisé par Allan Dwan et sorti en 1913.

## Fiche technique
- Réalisation : Allan Dwan
- Scénario : Arthur Rosson
- Durée : 20 minutes
- Date de sortie :
  - États-Unis : 23 décembre 1913

## Distribution
- Murdock MacQuarrie : un gendarme
- Pauline Bush : la fille de l'escroc
- William Lloyd : l'escroc
- James Neill : le réfugié
- Lon Chaney : un gendarme
- Allan Forrest